# Librizzi
Librizzi – miejscowość i gmina we Włoszech, w regionie Sycylia, w prowincji Mesyna.
Według danych na rok 2004 gminę zamieszkiwało 1871 osób, 81,3 os./km².